# Claire Littleton
Claire Littleton è un personaggio della serie televisiva Lost, interpretata da Emilie de Ravin. È una dei 48 sopravvissuti della sezione centrale dell'aereo.

## Prima dell'incidente
Claire viene cresciuta a Sydney dalla madre, Carole Littleton, che le dice che il padre è morto. Durante l'adolescenza ha un rapporto molto difficile con la madre, si veste dark e lavora in un negozio di piercing. Lei e la madre vengono coinvolte in un incidente d'auto che lascia Carole in coma: poiché era Claire a guidare, la ragazza è afflitta dal senso di colpa per la sorte della madre e per le ultime parole che le ha detto, cioè che voleva che morisse. Mentre Carole si trova in ospedale in coma si fa vivo Christian Shephard, che paga le cure mediche e rivela a Claire di essere suo padre: le racconta che andava a trovarla quando era piccola, ma Carole non gli perdonò di avere un'altra famiglia, e raccontò a Claire che era morto. Quindi suggerisce alla figlia di lasciar morire la madre poiché così non avrebbe più sofferto, ma Claire si arrabbia con lui e afferma di non voler neanche sapere il suo nome.
In seguito, Claire rimane incinta del suo allora fidanzato, Thomas: all'inizio il ragazzo sembra felice di tenere il bambino, ma dopo poco tempo rompe con Claire e la lascia sola. La ragazza decide allora di dare il figlio in adozione. Su consiglio di un'amica visita un veggente, che le dice che solo lei dovrà crescere il suo bambino ma, spaventata dalla sua irruenza, Claire afferma che avrebbe dato in adozione comunque il figlio. Proprio quando sta per firmare i documenti di adozione con una coppia australiana cambia nuovamente idea: si reca di nuovo del veggente, che le dice che una coppia che vive a Los Angeles potrebbe adottare il bambino. Claire riceve dall'uomo un biglietto per il volo Oceanic 815, in partenza il giorno successivo. Settimane dopo l'incidente, Claire incomincia a pensare che Malkin avesse previsto l'incidente aereo.

## Sull'isola

### Prima stagione
Subito dopo l'incidente, Claire viene aiutata da Jack e lega subito con Charlie. Claire decide di rimanere sulla spiaggia anche quando vengono scoperte delle grotte, sostenendo che spostarsi nelle grotte sarebbe come accettare il loro destino di essere abitanti dell'isola.
Claire e Charlie diventano molto amici e il ragazzo riesce a convincerla a passare alle grotte, dove Claire inizia ad avere incubi, insistendo che qualcuno nel campo stia cercando di interferire nella sua gravidanza e di uccidere il suo bambino non ancora nato, ma Jack è convinto che gli incubi siano prodotti dallo stress. Quando Jack cerca di somministrarle dei sedativi, Claire si arrabbia e lascia le grotte, ma Charlie la convince a tornare. Sulla via del ritorno, i due vengono rapiti da Ethan. Charlie viene salvato, ma Claire scompare per quasi due settimane.
In questo periodo viene portata presso una stazione medica DHARMA, dove Ethan inietta regolarmente un vaccino a lei e il suo feto. Ethan le immette anche un dispositivo che, se attivato, le provoca dei forti dolori. Claire viene tenuta in una stanza e un giorno le dice che, una volta dato alla luce il bambino, non le sarà permesso di vederlo di nuovo. Intontita dai sedativi, Claire accetta le condizioni, ma prima del parto Alex la porta nella giungla, dove incontra Danielle, che la lascia nei pressi della spiaggia. Locke e Boone la trovano poco dopo, ma la ragazza è senza alcun ricordo di ciò che è successo.
Al ritorno di Claire, Ethan appare al di fuori del campo e dice a Charlie che ucciderà un sopravvissuto al giorno finché Claire non sarà tornata da lui. I sopravvissuti decidono di non raccontare niente di tutto ciò a Claire, ma il loro comportamento la fa insospettire. Alla fine è Shannon a ragguagliarla. Contro la volontà di Charlie, Claire si impegna a fare da esca per catturare Ethan. Una volta catturato Charlie si vendicherà di quello che ha fatto a lui e Claire uccidendolo a colpi di arma da fuoco.
Successivamente, Locke costruisce una culla per il bambino di Claire come regalo di compleanno per la giovane. Giorni dopo a Claire si rompono le acque e solo Kate, Jin e Charlie sono presenti perché Jack è tornato nelle grotte per cercare di salvare Boone. Claire inizialmente non è in grado di calmare i pianti del bambino, finché Charlie non scopre che una soluzione è l'accento meridionale di Sawyer. Inizialmente Claire non dà un nome al bambino, ma dopo che la Rousseau lo rapisce, decide di chiamarlo Aaron.

### Seconda stagione
Giorni dopo lo sbarco della zattera costruita da alcuni dei sopravvissuti, Claire passeggiando lungo la spiaggia scopre la bottiglia con i messaggi e temendo che la zattera sia affondata o distrutta, mostra la bottiglia a Shannon, e le due decidono di informare Sun, visto che il marito, Jin, era sulla zattera.
Claire continua a lottare con la sua amnesia, il che infastidisce Charlie che sta cercando di svolgere un ruolo dominante, quasi paterno, verso Aaron. Ella stessa dice a Locke scherzando di come Charlie sia religioso poiché è in possesso di varie statuette della Vergine Maria. Le statuette sono state trovate nel relitto di un aereo, ciascuna riempita di eroina. Più tardi, Claire si trova di fronte a Mr. Eko, che le rivela il contenuto delle statuette. Ricordando che Charlie era un ex-tossicodipendente, gli proibisce ogni approccio con Aaron. Quando Charlie prende Aaron per battezzarlo, Claire lo schiaffeggia, ma poi chiede che Eko battezzi lei e suo figlio.
Più tardi, Aaron si ammala e Claire cerca Libby per farsi aiutare a sbloccare i ricordi repressi, al fine di trovare una cura per Aaron. Ricordando dove l'ha portata Ethan, va con Kate nella giungla per cercare Rousseau. Riescono ad arrivare alla stazione DHARMA, ma trovano tutto completamente abbandonato. Prima della partenza Claire informa la Rousseau che sua figlia, Alex, l'ha aiutata a fuggire ed è ancora viva. Al ritorno in spiaggia Claire ha recuperato tutti i suoi ricordi.
Successivamente Charlie le dà alcuni vaccini per Aaron.
Mentre si celebra il funerale di Ana Lucia e di Libby, Claire e Charlie si danno la mano, e poi si baciano.

### Terza stagione
Il giorno dopo Claire dice a Charlie di aiutare il muto Locke. Quando ritornano con un ferito Eko, Claire, Nikki e Paulo cercano di curare le sue ferite. Più tardi, a lei si avvicina Desmond, che le chiede se lui potrebbe aggiustare il tetto del loro rifugio. Charlie e Claire non accettano. Quindi Desmond costruisce un parafulmine che attirerà un fulmine poco dopo. Alcuni giorni dopo, Claire lascia Aaron alle cure di Sun e decide di andare a fare una nuotata. Però rischia di affogare ed è fortunatamente salvata da Desmond. Lei lo ringrazia, non sapendo della sua visione.
Giorni dopo Claire vede dei gabbiani volare in cielo. Lei ritiene che prendendo un uccello si potrebbe inviare un messaggio di soccorso, quindi chiede a Sun e Jin di aiutarla a costruire una rete per la cattura di uno di quei uccelli, ma il loro tentativo è sventato quando Desmond spaventa gli uccelli con un colpo di fucile. Claire è arrabbiata con Desmond e anche con Charlie perché non la sta supportando nel suo piano. Segue Desmond a una rupe rocciosa, dove l'uomo cattura un uccello e capisce che Desmond ha visioni della morte di Charlie. Conforta Charlie, e i due mandano una richiesta d'aiuto usando l'uccello. Più tardi, Claire improvvisamente si ammala, a causa dell'ormai attivato dispositivo di Ethan. Juliet cura la malattia guadagnandosi la fiducia di tutti.
Quando Naomi racconta a tutti che per il resto del mondo loro sono morti, Claire esprime una profonda indignazione. Più tardi, quando Karl arriva il giorno dopo con la notizia dell'imminente arrivo degli Altri, Claire viaggia con il resto del gruppo verso la torre radio. Poco dopo, Claire è lieta di sentire che Charlie ha disattivato il dispositivo di bloccaggio di tutti i segnali in uscita, ma è ancora preoccupata del fatto che egli non sia tornato a riva.

### Quarta stagione
Jack riesce finalmente a contattare i soccorsi, così tutti sono elettrizzati dall'idea di poter tornare a casa. Tuttavia, alla riunione del gruppo, Hurley racconta della morte di Charlie e del suo avvertimento: "non è la nave di Penny". Claire, disperata per la perdita di Charlie, decide di seguire il suo ultimo avvertimento e si unisce a Locke, insieme ad Hurley, Sawyer ed altri tre naufraghi disarmati. Lungo la strada per la base, lei e il resto del gruppo di Locke incontrano Charlotte, che si era paracadutata sull'isola.
Claire sta dormendo quando la base cade sotto attacco. Uno dei militari spara un razzo verso la casa di Claire, la quale esplode, ma la ragazza è salvata da Sawyer. Claire decide quindi di tornare alla spiaggia con Sawyer e Miles. In diversi punti del percorso, Miles guarda Claire in un modo strano, Sawyer gli ordina di non parlarle e di non guardarla. Arrivata la notte decidono di accamparsi. Claire si sveglia e vede suo padre con in braccio Aaron e decide di seguirlo nella foresta, abbandonando Aaron sotto un albero. Il mattino seguente Sawyer viene svegliato dal pianto del bambino, lo prende con sé e chiede a Miles se aveva visto Claire, egli risponde che l'aveva vista inoltrarsi nella giungla seguendo il padre. Quando Sawyer gli chiede perché non l'avesse seguita, lui rispose che aveva solo ubbidito ai suoi ordini; successivamente Sawyer la cerca ma invano. Più tardi, quando Locke entra nella cascina di Jacob, trova all'interno Claire seduta con Christian (il padre), che gli dice che lei e Aaron sono entrambi al sicuro e non si deve preoccupare. Prima che Locke se ne vada, Christian lo mette in guardia affermando che ciò che ha visto dovrà rimanere un segreto.

### Dopo l'isola (Aaron)
Aaron è uno degli Oceanic Six, ed è sotto la cura di Kate e per un po' anche di Jack (e in un episodio si vede Jack che gli racconta delle favole per farlo addormentare).
Jack dopo aver celebrato il funerale del padre viene fermato da una donna australiana, Carole Littleton, risvegliata dal suo coma, che dice a Jack che lei e Christian (il padre) hanno avuto una relazione da cui è nata una bambina, Claire, rendendo quindi Jack suo fratello e Aaron suo nipote. Quando Kate deve ritornare nell'isola lascia Aaron sotto l'affidamento della nonna (Carole), alla quale svela la verità e che quindi sua figlia non è morta.
Nella quarta stagione Claire appare in sogno a Kate e mentre accarezza il figlio addormentato, avverte Kate di non portare "lui" indietro, che è presumibilmente un avvertimento a non riportare Aaron nell'isola.

### Sesta stagione
Il personaggio di Claire torna tra i protagonisti nella sesta e ultima stagione della serie, comparendo sia nella Los Angeles parallela, sia sull'isola nel 2007, allorché appare nella scena finale del secondo episodio uccidendo con un fucile due Altri che minacciano Jin. Claire, insieme a Kate e James, è uno dei tre sopravvissuti del volo 815 a lasciare l'isola alla fine della serie.

## Episodi dedicati a Claire
| Stagione | Titolo italiano  | Titolo originale  | Tipo di flash    |
| -------- | ---------------- | ----------------- | ---------------- |
| 1        | Un figlio        | Raised by Another | flashback        |
| 2        | Maternità        | Maternity Leave   | flashback        |
| 3        | Per via aerea    | Par Avion         | flashback        |
| 6        | L'ultima recluta | The Last Recruit  | realtà parallela |
| 6        | La fine          | The End           | realtà parallela |